# 索雷尔主义

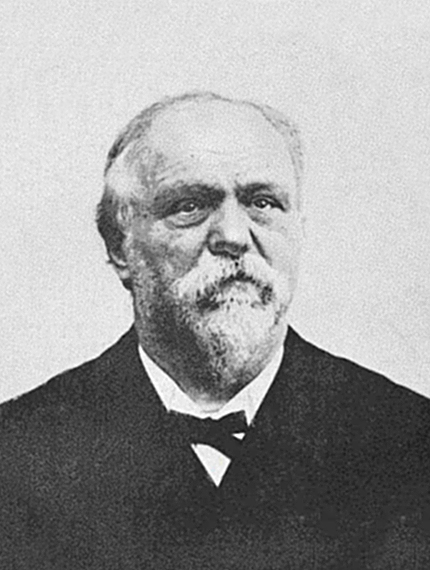
乔治·索雷尔

索雷尔主义（英語：Sorelianism）是对法国革命工团主义者乔治·索雷尔思想和意识形态的支持或倡导。索雷尔主义者反对资产阶级民主、18世纪的发展、世俗精神以及法国大革命，同时支持古典主义。索雷尔主义是马克思主义的一种修正主义解释，索雷尔认为，只有通过神话的力量和大罢工才能实现无产阶级在阶级斗争中的胜利。对索雷尔来说，阶级冲突的结果将带来资产阶级和无产阶级的共同复兴。
随着工团主义式微，索雷尔在1910年宣布放弃社会主义论述，并在1914年引用贝内德托·克罗齐的一句格言声称，由于“马克思主义的解体”，“社会主义已经死了”。从1909年起，索雷尔成为夏尔·莫拉斯式整合民族主义（莫拉斯主义）的支持者，尽管二者在物质上是敌对的，但他认为整体民族主义在道德目标上与工团主义相似。在这一意义上，索雷尔主义被认为是法西斯主义的先驱之一；然而，索雷尔在第一次世界大战期间对这些思想感到失望，从1918年直到1922年去世，他一直是俄国革命和共产主义的支持者，认为这是一场工团主义的复兴。